# منعكس الانبهار
مُنعَكّس الانبهار (بالإنجليزية: Dazzle reflex)‏ هو منعكس رمشي تقوم فيه الجفون بالرمش لاإرادياً رداًً على الضوء الساطع المُفاجئ.
تشمل المسارات العصبية لمنعكس الانبهار المسارات تحت القِشرية، مثل النواة الوطائية فوق البصرية والأكيمة العلوية.